# Salix setchelliana
Salix setchelliana — вид квіткових рослин із родини вербових (Salicaceae).

## Морфологічна характеристика
Стебла прямовисні чи напівлежачі. Гілки сіро-коричневі чи червоно-коричневі, голі чи шерстисті; гілочки червонуваті, густо шерстисті (волоски розпростерті). Листки на ніжках 0–3 мм; найбільша листкова пластина вузько видовжена, вузько-еліптична, еліптична, зворотно-ланцетна чи зворотно-яйцювата, 25–87 × 10–30 мм; краї плоскі, цільні чи зубчасті; верхівка округла; абаксіальна (низ) поверхня гола; адаксіальна поверхня тьмяна, гола; молода пластинка гола. Сережки: тичинкові 12–27 × 6–10 мм, маточкові 20–34 × 6–13 мм. Коробочка 3.6–10 мм. 2n = 38. Цвітіння: кінець травня — кінець червня.

## Середовище проживання
Канада і США (Аляска, Британська Колумбія, Юкон). Піонер на піщаних або галькових пляжах, барах уздовж льодовикових потоків, льодовикової морени; 10–1100 метрів.